# Apatetor fuscus
Apatetor fuscus är en stekelart som beskrevs av Heinrich 1938. Apatetor fuscus ingår i släktet Apatetor och familjen brokparasitsteklar. Inga underarter finns listade i Catalogue of Life.